# Britisch-italienische Beziehungen
Die Britisch-italienischen Beziehungen sind das zwischenstaatliche Verhältnis zwischen dem Vereinigtes Königreich von Großbritannien und Nordirland  und der Republik Italien. Handel, Migration und kultureller Austausch zwischen der Apenninhalbinsel und den Britischen Inseln lassen sich bis in die Antike zurückverfolgen und setzten sich im Mittelalter und der Neuzeit fort. Die Briten unterstützen die Einigung Italiens und das Vereinigte Königreich und das Königreich Italien unterhielten danach freundschaftliche Beziehungen. Während des Ersten Weltkriegs trat Italien nach dem Abschluss des Londoner Vertrags 1915 aufseiten der Triple Entente in den Krieg ein. In der Zwischenkriegszeit sorgte die Tatsache, dass Italien nicht alle während des Krieges versprochenen Gebiete erhielt, für einen Konflikt mit den anderen Siegermächten und beförderte den italienischen Irredentismus, der einer der Gründe für die Machtübernahe der Faschisten wurde. Gegenüber Italiens Dikator Mussolini verfolgte London zuerst eine Appeasement-Politik, bevor beide Länder während des Zweiten Weltkriegs zu Kriegsgegnern wurden. Die Briten besiegten zuerst die italienischen Kräfte in Nordafrika und spielten ab 1943 eine wichtige Rolle bei der Befreiung Italiens vom Faschismus. Nach dem Ende des Krieges wurden beide Länder Mitglieder der NATO und kooperierten eng im Rahmen der europäischen Einigung. Im 21. Jahrhundert bestehen enge wirtschaftliche und kulturelle sowie freundschaftliche politische Beziehungen zwischen beiden, die sich auch nach dem Brexit vorsetzten.

## Geschichte

### Frühe Kontakte

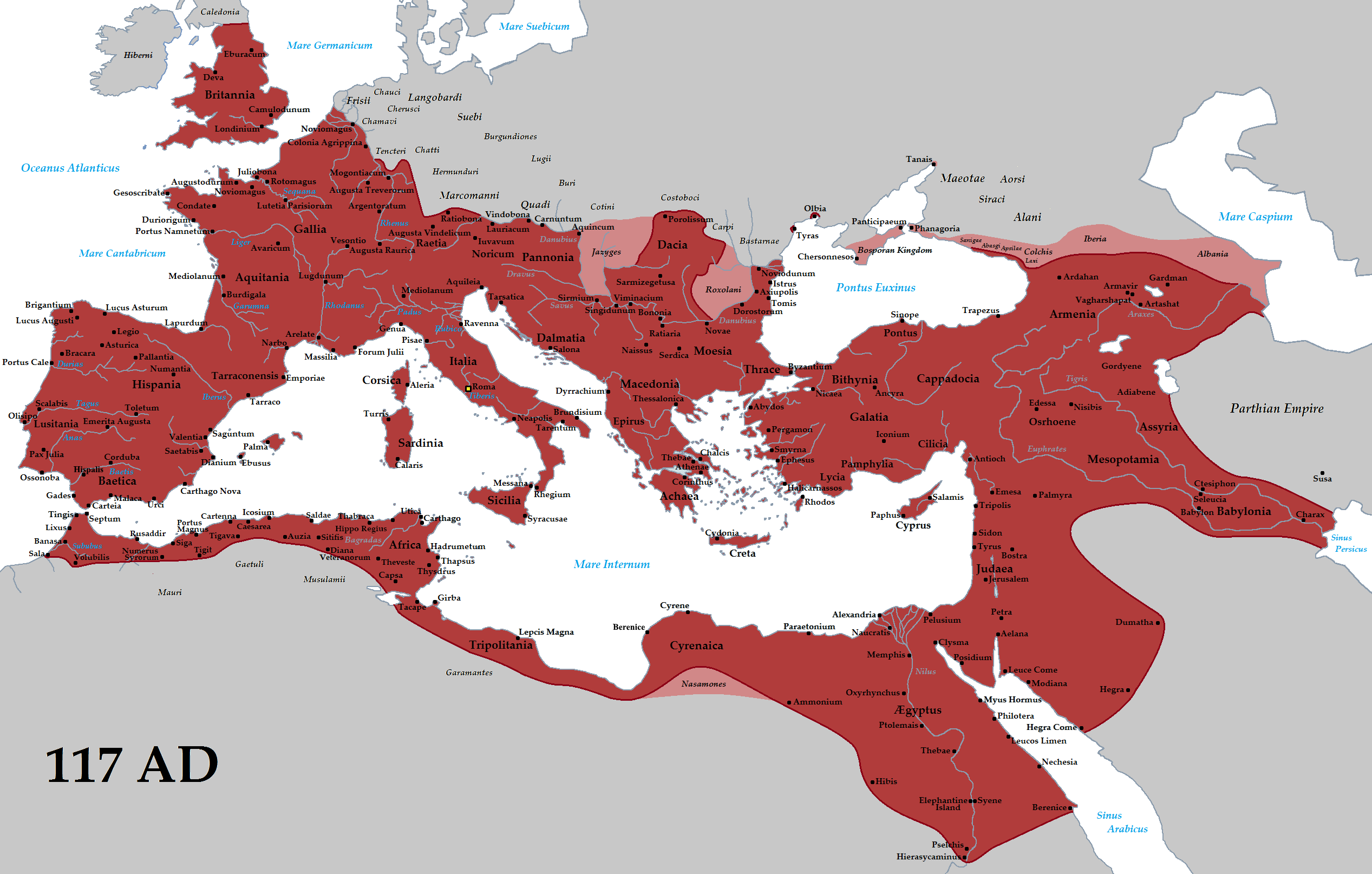
Römisches Reich unter Kaiser Trajan im 2. Jahrhundert

Kontakte zwischen den britischen Inseln und Italien verstärkten sich mit der römischen Eroberung Britanniens im Jahr 43 n. Chr. Der Süden Großbritanniens wurde intensiv kolonisiert und die Römer gründeten Städte wie Londinium (heutiges London). Die römische Herrschaft dauerte bis ins 5. Jahrhundert an und hinterließ ein bleibendes Erbe wie z. B. in Form des Einflusses des Lateinischen auf die englische Sprache (mehr als ein Viertel aller englischen Worte sind lateinischen Ursprungs). Die Beziehungen zwischen italienischen Staaten und England begannen im frühen Mittelalter. Schon vor der Entstehung eines italienischen Nationalstaates bestanden diplomatische Kontakte, insbesondere zum Kirchenstaat. Während der Investiturstreitigkeiten im 12. Jahrhundert etwa standen englische Monarchen und Päpste in direktem Konflikt, was die außenpolitischen Verbindungen prägte. Denn die Könige Wilhelm II. sowie Johann Ohneland und ihre jeweiligen Erzbischöfe von Canterbury, Anselm und Langton gerieten in Streit miteinander. Die letztere Fehde endete mit der Aufhebung der Exkommunikation Johanns im Austausch für seinen Treueeid gegenüber dem Papst.
In der frühen Neuzeit unterhielten das Königreich England (später Vereinigtes Königreich) und mehrere italienische Staaten wie das Königreich Neapel und das Königreich Sardinien gegenseitige Gesandtschaften. Die kulturellen Verbindungen waren ebenfalls intensiv: Schon ab dem 17. Jahrhundert unternahmen viele britische Adelige Bildungsreisen nach Italien im Rahmen der sogenannten Grand Tours. Italienische Kunst, Architektur und römische Antike faszinierten Generationen von Briten und beeinflussten die britische Kultur nachhaltig. Im Gegenzug kamen italienische Kaufleute, Künstler und Gelehrte auch nach Großbritannien, sodass ein reger Kulturaustausch stattfand.

### Britische Unterstützung der italienischen Einigung (19. Jahrhundert)

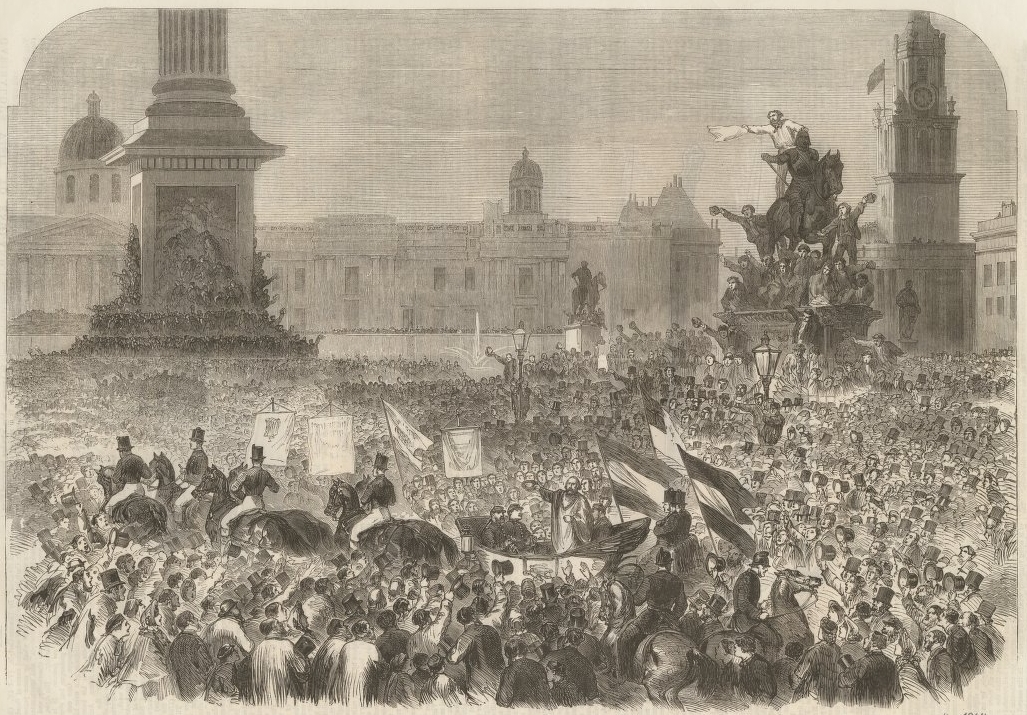
Darstellung des Besuchs von Giuseppe Garibaldis in London (1864)

Mit der italienischen Einigungsbewegung (Risorgimento) Mitte des 19. Jahrhunderts vertieften sich die politischen Beziehungen. Großbritannien stand der Einigung Italiens überwiegend positiv gegenüber und leistete diplomatische Rückendeckung trotz des Widerstands anderer Großmächte. Tatsächlich war Großbritannien 1861 die erste Macht, welche das neugegründete Königreich Italien diplomatisch anerkannte. Britische Politiker wie Premierminister Lord Palmerston und Lord Russell begrüßten Italiens Streben nach nationaler Einheit. Großbritannien beobachtete die Entwicklung mit großem Interesse. Die britische Öffentlichkeit zeigte enorme Sympathien für die italienischen Freiheitskämpfer. Der Nationalheld Giuseppe Garibaldi wurde in England enthusiastisch gefeiert: Bei seinem Besuch in London 1864 versammelten sich riesige Menschenmengen und bereiteten ihm einen triumphalen Empfang. London fungierte zeitweise gar als Exil für italienische Patrioten, und britische Freiwillige schlossen sich den Truppen Garibaldis an.
Nach der staatlichen Einigung intensivierte sich der Austausch: Italien entsandte 1861 seinen ersten Botschafter nach London. Die früheren Beziehungen Großbritanniens zu den Vorgängerstaaten (etwa Piemont-Sardinien) gingen nahtlos in formelle bilaterale Kontakte mit dem Königreich Italien über. In den folgenden Jahrzehnten galt ein freundschaftliches Verhältnis zwischen beiden Ländern als selbstverständlich – man sprach vom „traditionellen anglo-italienischen Freundschaftsband“ in der Diplomatie des späten 19. Jahrhunderts. Dennoch blieben Spannungen nicht aus, etwa aufgrund der wechselnden Bündnispolitik: Italien trat 1882 dem Dreibund mit Deutschland und Österreich-Ungarn bei, suchte aber weiterhin die Verständigung mit Großbritannien. London zeigte Verständnis für Italiens koloniale Ambitionen am Horn von Afrika; gleichzeitig achtete man auf ein Gleichgewicht, um Konflikte mit Frankreich zu vermeiden. Insgesamt blieben die Beziehungen bis zum Jahrhundertende von grundsätzlicher Wohlwollen geprägt, wenngleich die außenpolitischen Interessen nicht immer deckungsgleich waren.

### Bündnis im Ersten Weltkrieg

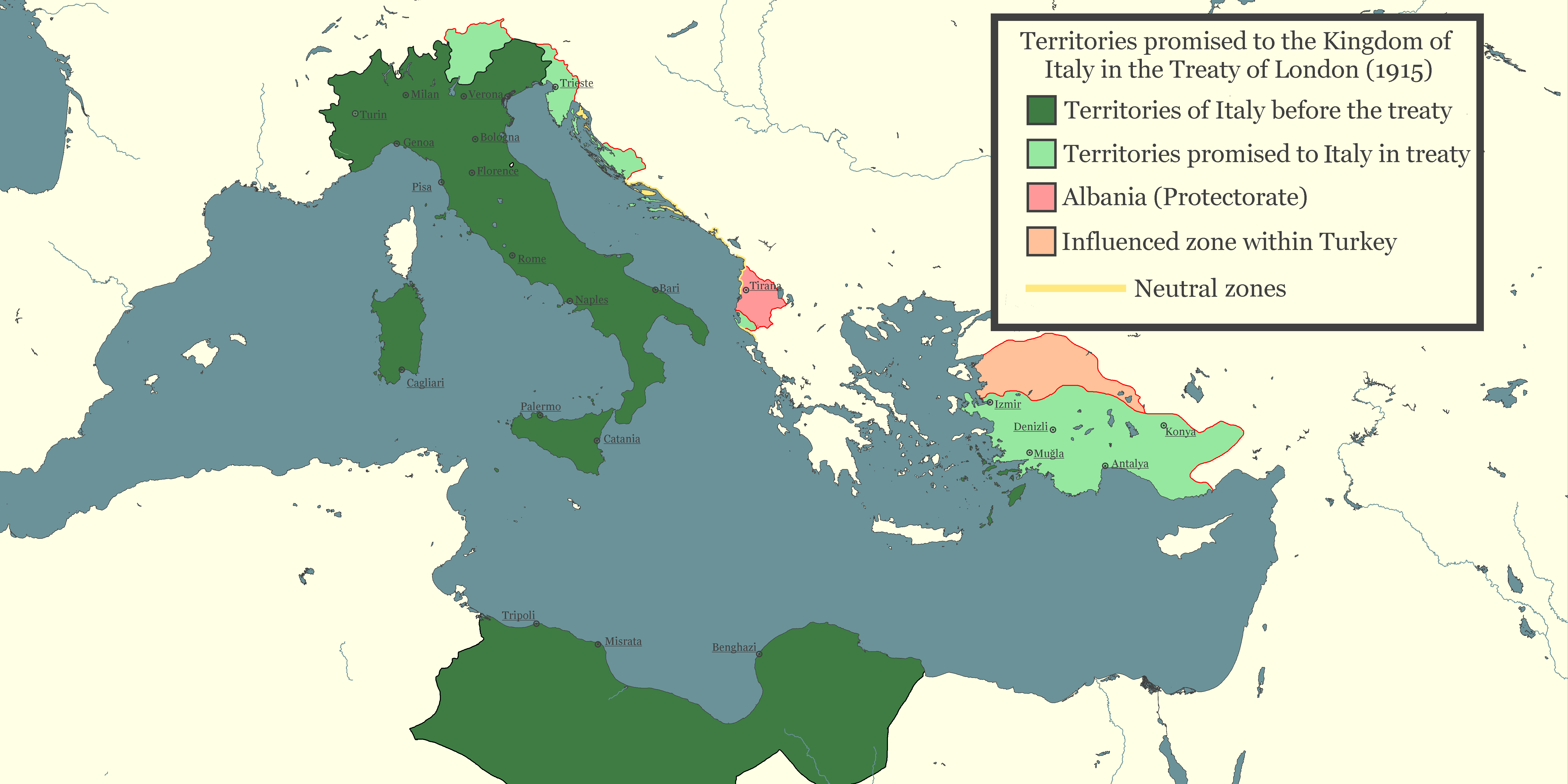
Italien im Londoner Vertrag von 1915 versprochenen Gebiete

Im Vorfeld des Ersten Weltkriegs kam es zu einer Neuorientierung Italiens, die die Zusammenarbeit mit Großbritannien entscheidend vertiefte. Zwar war Italien seit 1882 formal mit den Mittelmächten verbündet, doch beim Kriegsausbruch 1914 blieb es zunächst neutral. Großbritannien war bemüht, Italien auf die Seite der Entente zu ziehen, nicht zuletzt wegen der strategischen Lage Italiens an der Alpen- und Adriafront. Intensive diplomatische Verhandlungen führten zum geheimen Londoner Vertrag vom 26. April 1915, in dem Großbritannien, Frankreich und Russland Italien im Falle eines Kriegseintritts umfangreiche territoriale Zugewinne zusagten. Diese Zusicherungen betrafen u. a. Südtirol, Triest und Teile Dalmatiens, um italienische Irredenta-Forderungen zu erfüllen. Nach der Unterzeichnung des Londoner Pakts erklärte Italien im Mai 1915 Österreich-Ungarn den Krieg und schloss sich der Entente an.
Großbritannien begrüßte den neuen Bündnispartner und unterstützte Italien sowohl militärisch als auch finanziell – unter anderem durch ein Darlehen über 50 Millionen Pfund Sterling. Italienische Truppen kämpften fortan an der Seite Großbritanniens und Frankreichs. Insbesondere an der Alpenfront band Italien beträchtliche Kräfte Österreich-Ungarns, was die Westfront entlastete. Die Kooperation vertiefte sich weiter, als Italien 1916 auch dem Deutschen Reich den Krieg erklärte. Beide Länder gehörten am Ende des Krieges zu den Siegermächten von 1918. Jedoch war es während des Krieges (z.B nach Bekanntwerden des Sykes-Picot-Abkommen) bereits zu Streitigkeiten zwischen den Verbündeten gekommen und auch die britischen Kriegskredite waren nicht annähernd ausreichend gewesen.

### Zwischenkriegszeit

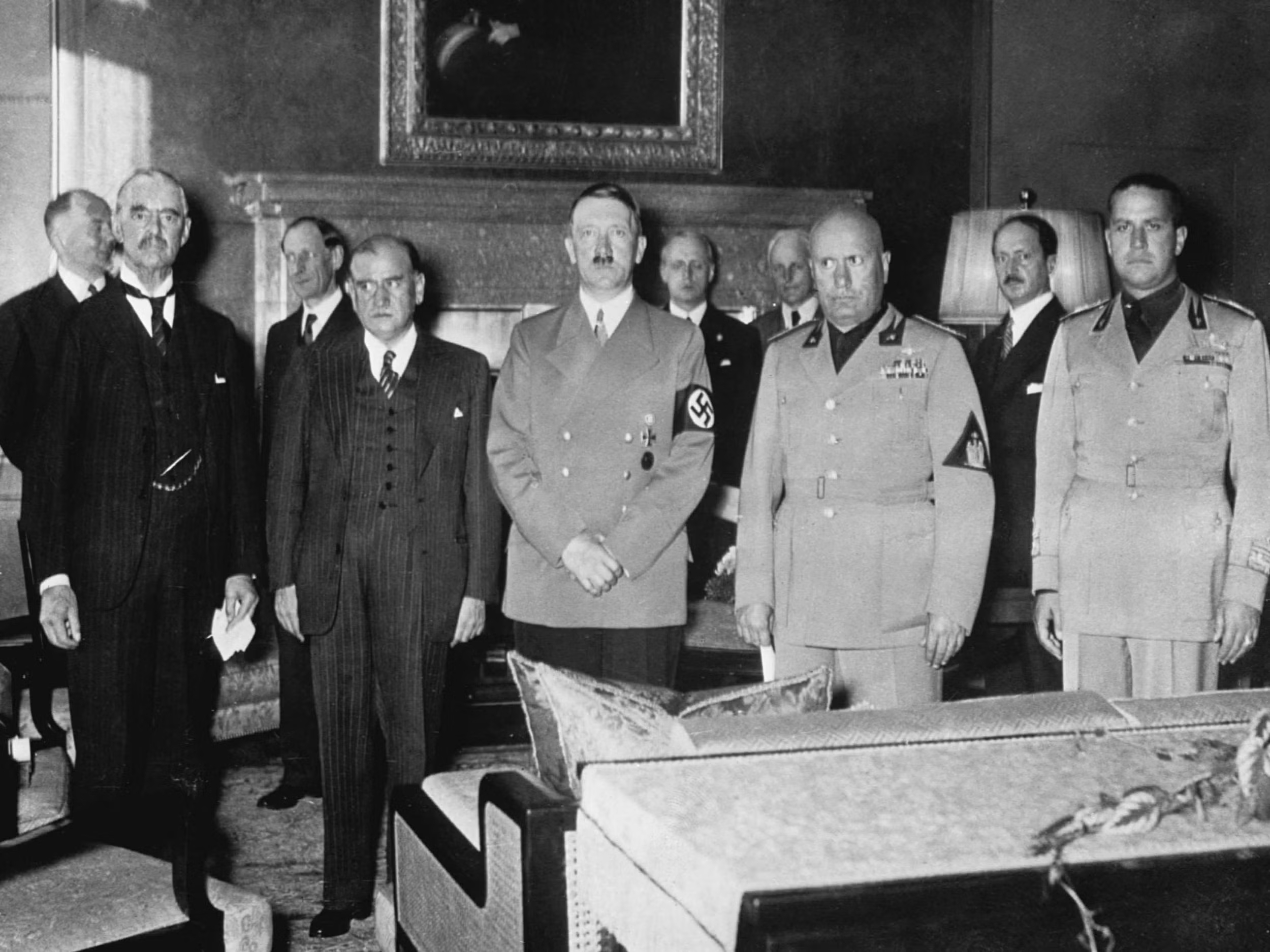
Von links nach rechts: Chamberlain, Daladier, Hitler, Mussolini und der italienische Außenminister Graf Ciano bei den Vorbereitungen zur Unterzeichnung des Münchner Abkommens (1936)

Direkt nach Kriegsende traten offen Spannungen zutage: Auf der Pariser Friedenskonferenz 1919 fühlte sich Italien durch die Entente – darunter Großbritannien – nicht vollumfänglich für seine Opfer entschädigt. Nicht alle in London 1915 versprochenen Gebiete wurden Italien zugesprochen (Stichwort „verstümmelter Sieg“), was in Italien große Verbitterung auslöste. Großbritannien wiederum zeigte begrenztes Verständnis für einige italienische Forderungen, etwa in Dalmatien und im Kolonialbereich, jedoch zeigte US-Präsidenten Woodrow Wilson eine ablehnende Haltung gegenüber Italiens Annexionsplänen. Trotz dieser Differenzen blieben Großbritannien und Italien formal Verbündete im neugeschaffenen Völkerbund.
In den 1920er Jahren normalisierten sich die Beziehungen zunächst. Großbritannien bemühte sich, Italien als wichtigen Pfeiler der europäischen Nachkriegsordnung und als Gegengewicht zu Frankreichs Einfluss in Südosteuropa einzubinden. Die Machtübernahme Benito Mussolinis 1922 wurde in London anfangs eher wohlwollend betrachtet, vor allem wegen Mussolinis striktem Antikommunismus. Tatsächlich hatte der britische Geheimdienst bereits während des Ersten Weltkriegs in Mussolini investiert: 1917 erhielt der damals 34-jährige Mussolini von MI5 finanzielle Unterstützung (100 Pfund pro Woche), um in seinem Zeitungsorgan eine probritische Haltung in Italien zu fördern und die Kriegsgegner zu schwächen. 1925 unterzeichneten beide Länder zusammen mit anderen Mächten das Locarno-Abkommen, und 1927 schlossen Großbritannien und Italien ein Freundschaftsabkommen, das die guten Beziehungen bekräftigte.
Allerdings trübten sich die Beziehungen in den späten 1920er Jahren zeitweise ein. Insbesondere die britische Labour-Regierung Ramsay MacDonalds (1924 sowie 1929–1935) distanzierte sich vom faschistischen Regime. MacDonald, ein Sozialist, lehnte persönliche Treffen mit Mussolini ab und sympathisierte mit dessen innenpolitischen Gegnern. Dennoch blieben diplomatische Kanäle offen. In den 1930er Jahren kam es zu einer Annäherung: Der italienische Botschafter in London, Dino Grandi, pflegte ab 1932 intensive Kontakte zur britischen Regierung. Großbritannien suchte die faschistische Führung zu beschwichtigen, um die europäische Ordnung zu stabilisieren. So waren London und Paris 1935 bereit, Italien großzügige Kolonialzugeständnisse in Abessinien (Äthiopien) zu machen – der Hoare-Laval-Pakt sah vor, Mussolini den Großteil Äthiopiens anzubieten, um den Italo-Äthiopischen Krieg zu beenden. Diese Appeasement-Politik scheiterte jedoch nach Bekanntwerden des geheimen Plans an lautstarkem Protest in der britischen Öffentlichkeit.
Großbritannien schwenkte daraufhin um und unterstützte die Sanktionen des Völkerbunds gegen Italien wegen dessen Angriff auf Äthiopien. Trotz der Friktionen blieb London bis 1936 bemüht, Italien nicht in Hitlers Lager abdriften zu lassen. Beide Länder kooperierten im Stresa-Front-Abkommen 1935, um der deutschen Aufrüstung entgegenzutreten. Doch nach Italiens Annäherung an das Deutsche Reich (Achse Berlin–Rom) kühlten die Beziehungen deutlich ab. Mussolinis Annexion Abessiniens und die Unterstützung Francos im Spanischen Bürgerkrieg verschlechterten das britisch-italienische Verhältnis weiter. Gleichwohl versuchte die britische Diplomatie bis zuletzt, Italien von einem Bündnis mit Hitler abzuhalten. Bei der Münchener Konferenz 1938 bezog man Italien aktiv mit ein – Mussolini trat dort als vermeintlicher Vermittler auf –, in der Hoffnung, einen großen Krieg zu verhindern.

### Zweiter Weltkrieg

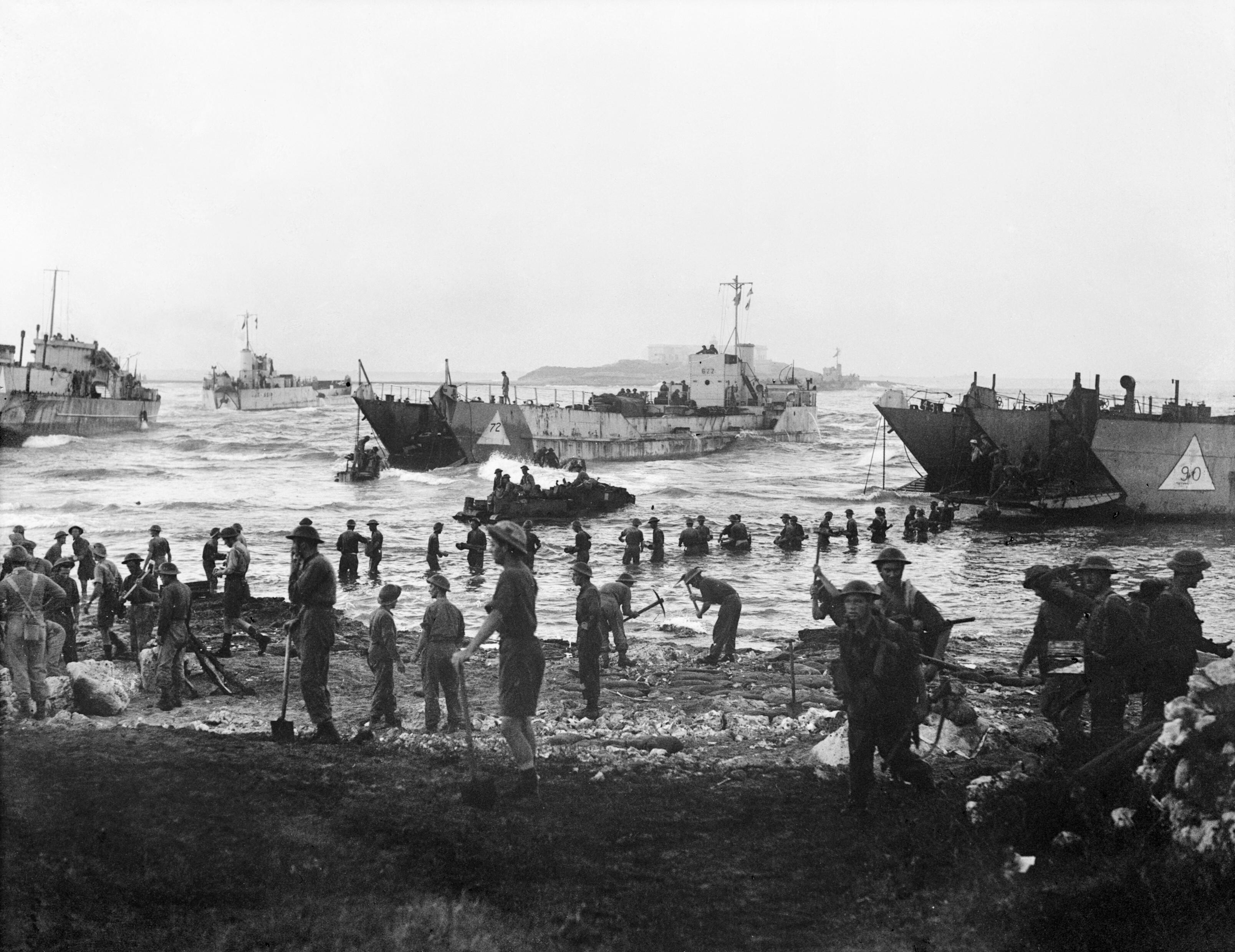
Britische Truppen bei der Landung in Sizilien (1943)

Schließlich jedoch schloss sich Italien im Stahlpakt (Mai 1939) offen mit Deutschland zusammen. Mit Kriegsausbruch 1939 blieb Italien noch einige Monate neutral, doch im Juni 1940 erklärte Mussolini Großbritannien den Krieg. Damit wurden die ehemals freundschaftlichen Beziehungen vollends zu Feindschaft. Großbritannien stand ab 1940 an vorderster Front im Krieg gegen Italien. Bereits im Sommer 1940 griffen italienische Truppen die britischen Positionen in Ägypten an, doch die Briten konnten den Vorstoß abwehren und ihrerseits zum Gegenangriff übergehen. In der Schlacht um Nordafrika erzielte die britische Armee rasche Erfolge: Ende 1940 leitete sie die Operation Compass ein und brachte Italien schwere Niederlagen bei. Im Verlauf dieser Offensive wurden rund 130.000 italienische Soldaten gefangen genommen und die italienische 10. Armee praktisch vernichtet. Obwohl sich der Krieg mit der Entsendung des deutschen Afrika-Korps unter General Rommel ausweitete, blieben die Briten der Hauptgegner Italiens und kämpften 1941–1943 erbittert in Nordafrika und im Mittelmeerraum.
Im Zweiten Weltkrieg endete die italienisch-britische Gegnerschaft schließlich mit der Wende von 1943. Nach der alliierten Landung auf Sizilien im Juli 1943 und der Invasion Süditaliens kapitulierte Italien im September 1943. Das faschistische Regime brach zusammen, Mussolini wurde abgesetzt. Die südlichen Landesteile schlossen einen Waffenstillstand mit den Alliierten, woraufhin Großbritannien gemeinsam mit den USA und anderen Verbündeten die Befreiung Italiens in der Italian Campaign vorantrieb. Deutsche Truppen besetzten zwar noch Norditalien und installierten dort die Marionettenregierung der Italienischen Sozialrepublik unter dem von den Deutschen befreiten Mussolini. Doch britische und alliierte Verbände kämpften sich in schweren Gefechten nach Norden vor. Bis zum Frühjahr 1945 trugen britische Einheiten wesentlich zur endgültigen Niederlage der deutschen und faschistischen Kräfte in Italien bei. Im April 1945 war ganz Italien befreit.

### Nachkriegszeit und Kalter Krieg

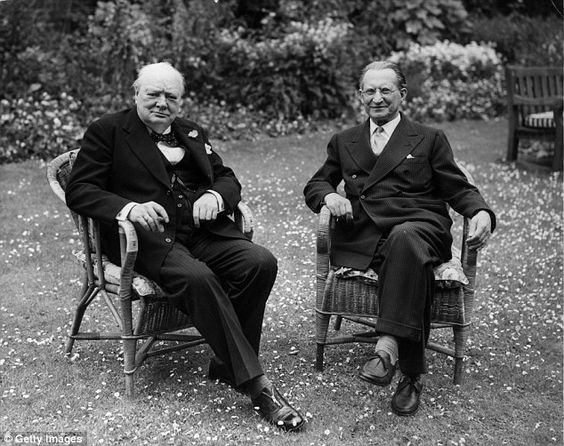
Winston Churchill und Alcide De Gasperi (1953)

Nach 1945 normalisierten sich die Beziehungen rasch. Italien konstituierte sich 1946 als Republik und schlug – unterstützt von Großbritannien und den USA – einen prowestlichen Kurs ein. Großbritannien setzte sich für die schnelle internationale Rehabilitation Italiens ein. Bereits 1946 nahm man diplomatische Beziehungen mit der Republik Italien auf höchster Ebene wieder auf. Staatliche Besuche unterstrichen die Aussöhnung: Königin Elisabeth II. unternahm 1961 ihren ersten Staatsbesuch in Italien, weitere folgten 1980, 2000 und 2014. Auf sicherheitspolitischer Ebene wurden Italien und Großbritannien enge Verbündete. Beide Länder zählten 1949 zu den Gründungsmitgliedern der NATO, des westlichen Verteidigungsbündnisses.
Fortan standen britische und italienische Truppen in gemeinsamen Bündnisstrukturen und kooperierten im Kalten Krieg gegen die Bedrohung durch den Ostblock. London unterstützte die Eingliederung Italiens in die westliche Gemeinschaft auch wirtschaftlich: Im Rahmen des Marshallplans erhielten Italien und die Briten US-Hilfen, und der Handel florierte in den 1950er Jahren. Italien beteiligte sich ab den 1950ern intensiv an der europäischen Integration (Römische Verträge 1957), während Großbritannien zunächst außerhalb der Europäischen Wirtschaftsgemeinschaft (EWG) blieb. Beide Regierungen arbeiteten jedoch eng in der Westeuropäischen Union und anderen Gremien zusammen. Italien begrüßte den Beitritt Großbritanniens zur EWG im Jahr 1973 ausdrücklich – nun waren beide Partner auch im europäischen Integrationsprozess vereint. Im Zuge der KSZE-Prozesse und in der UNO stimmten London und Rom ihre Außenpolitik häufig miteinander ab.

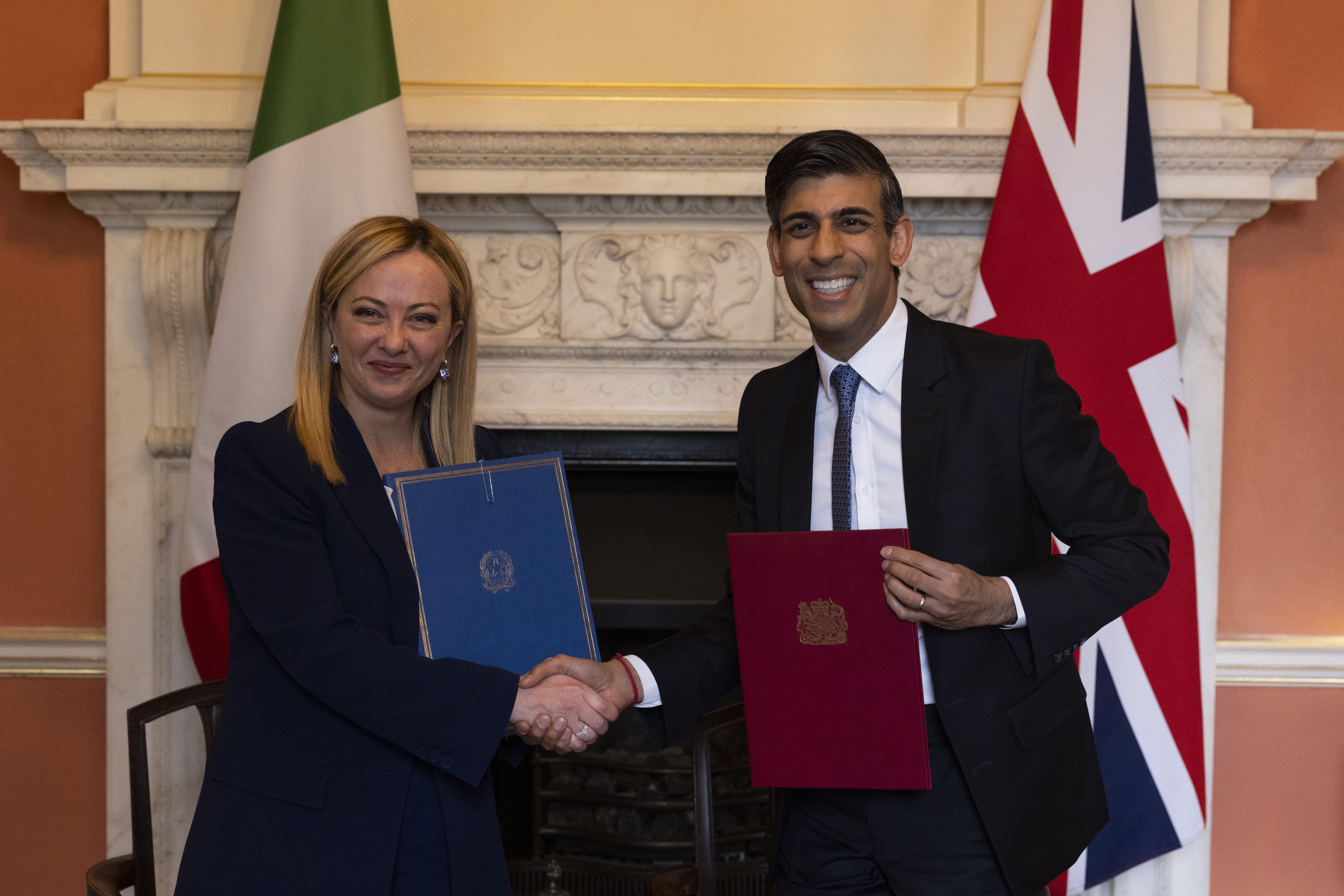
Giorgia Meloni und Rishi Sunak (2023)

In Krisen der Nachkriegszeit standen Italien und Großbritannien Seite an Seite: So unterstützte Italien 1956 die britisch-französischen Interessen bei der Sueskrise zumindest diplomatisch zurückhaltend-neutral, um die westliche Allianz nicht zu gefährden. Während des Falklandkriegs 1982 sicherte Italien Großbritannien politisch Solidarität zu (auch wenn es keine direkte militärische Beteiligung gab). In den NATO-Einsätzen der 1990er (zum Beispiel im Kosovo 1999) operierten britische und italienische Streitkräfte gemeinsam. Das Bild der bilateralen Beziehungen war gegen Ende des 20. Jahrhunderts geprägt von enger Partnerschaft auf nahezu allen Gebieten.

### 21. Jahrhundert
Auch im neuen Jahrtausend blieben Italien und das Vereinigte Königreich enge Partner, wenngleich sich durch Großbritanniens EU-Austritt (Brexit) gewisse Rahmenbedingungen änderten. Von 1973 bis zum 31. Januar 2020 war Großbritannien Mitglied der Europäischen Union bzw. ihrer Vorläufergemeinschaften, während Italien als Gründungsstaat durchgehend Teil der EU blieb. Der Brexit stellte die bilateralen Beziehungen jedoch nicht grundlegend infrage. Beide Regierungen betonten seither die Kontinuität ihrer Allianz. 2023 unterzeichneten London und Rom ein Memorandum of Understanding über einen strategischen bilateralen Dialog, um auch außerhalb des EU-Rahmens die Kooperation zu vertiefen. Hochrangige Besuche hoben die „tiefe Freundschaft“ hervor, welche die Länder verbinde. 2024 vereinbarten die Premierminister beider Länder, die Zusammenarbeit in den Bereichen Verteidigung, Sicherheit, Wirtschaft und Migration weiter auszubauen.

## Wirtschaftsbeziehungen
Historisch zählten Großbritannien und Italien bereits im 19. Jahrhundert zu wichtigen Handelspartnern. Im Industriezeitalter importierte Italien Kohle, Maschinen und Fertigwaren von der britischen Insel, während es selbst landwirtschaftliche Produkte, Wein und Zitrusfrüchte nach Großbritannien lieferte. Im 20. Jahrhundert vertieften sich die wirtschaftlichen Verflechtungen weiter, insbesondere nach dem Zweiten Weltkrieg. Italien profitierte vom Zugang zum britischen Markt, und London wurde ein bedeutender Finanzplatz für italienische Unternehmen. Das Gesamtvolumen der Waren- und Dienstleistungstransaktionen beläuft sich auf einen zweistelligen Milliardenbetrag jährlich. Im Jahr 2024 betrug das Handelsvolumen zwischen dem Vereinigten Königreich und Italien rund £52,8 Milliarden (etwa 61 Mrd. €). Dabei weist die Handelsbilanz eine italienische Überschussposition auf: Großbritannien importiert deutlich mehr aus Italien, als es dorthin exportiert. So lagen britische Exporte nach Italien 2024 bei £18,5 Mrd., während britische Importe aus Italien £34,4 Mrd. erreichten. Italien ist damit einer der wichtigsten ausländischen Lieferanten Großbritanniens und stand zuletzt an 9. Stelle unter dessen Handelspartnern.
Die bilateralen Investitionsbeziehungen sind ebenfalls intensiv. Große italienische Unternehmen wie Ferrero, Fiat/Stellantis, Eni oder Leonardo sind seit langem in Großbritannien tätig und haben dort Niederlassungen oder Tochterfirmen. Britische Konzerne wie BP, Unilever oder Jaguar Land Rover engagieren sich im italienischen Markt. Das gegenseitige Volumen an Direktinvestitionen war Ende 2023 beträchtlich: Die britischen Direktinvestitionen in Italien summierten sich auf etwa £18,6 Mrd., während italienische Firmen rund £16,1 Mrd. in Großbritannien investiert hatten.

## Kulturbeziehungen

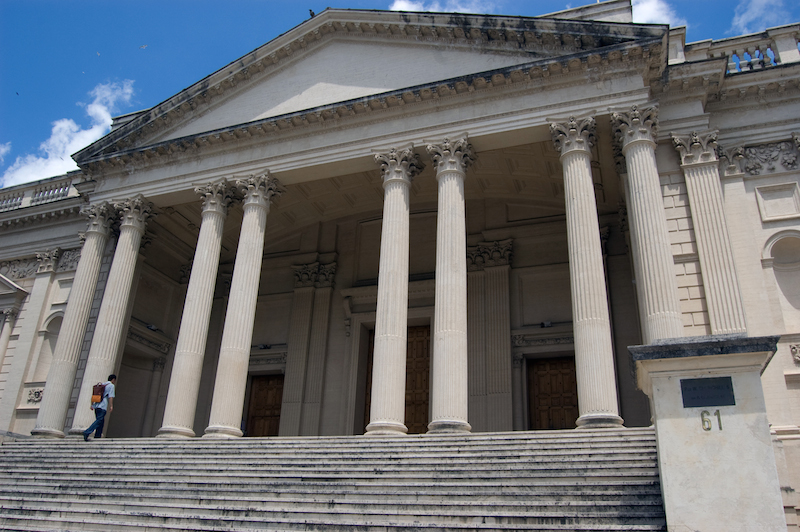
British School at Rome

Italien und Großbritannien verbindet seit Jahrhunderten ein intensiver kultureller Austausch. Bereits in der Renaissancezeit zog es Künstler und Gelehrte beider Länder wechselseitig an. Italien war für britische Reisende lange Zeit der Inbegriff von Kultur und Bildung: Vom 17. bis ins 19. Jahrhundert absolvierten unzählige britische Adelige und Intellektuelle Reisen durch Italien, um die antiken Stätten Roms, die Kunst der Renaissance in Florenz und Venedig sowie die landschaftlichen Schönheiten der Halbinsel kennenzulernen. Im 19. Jahrhundert wirkten etliche Briten in Italien als Förderer der Künste oder der Wissenschaften. So trug der britische Archäologe John Ward-Perkins viel zur Erforschung römischer Ruinen bei, britische Mäzene sammelten italienische Kunst, und im 20. Jahrhundert entstanden British Schools in Rom und Florenz zur Förderung der Altertumsforschung. Die englische Sprache und Literatur fanden in Italien Interesse – Werke von Shakespeare, Byron oder Dickens wurden ins Italienische übersetzt und rezipiert.
Ein besonders prägendes Beispiel britisch-italienischer Kulturbeziehungen ist die Entwicklung des Fußballs (calcio) in Italien. Die moderne Form des Fußballs wurde im späten 19. Jahrhundert von Briten auf dem europäischen Kontinent verbreitet, und Italien bildete keine Ausnahme. Englische Kaufleute und Exilanten gründeten 1893 in Genua den Genoa Cricket and Football Club, den ältesten heute noch existierenden Fußballverein Italiens. Diese Pioniervereine legten den Grundstein für die Popularität des Fußballs in Italien. Englische Spieler und Trainer – etwa James Richardson Spensley, ein Arzt aus Newcastle, der als Spielertrainer in Genua wirkte – führten die Regeln des Association Football ein. In den folgenden Jahrzehnten entwickelte sich Fußball zur Massenbegeisterung in Italien und die italienischen und englischen Nationalmannschaften und Vereine gehören heute zu den erfolgreichsten des Kontinents.
Heutzutage sind die Kulturaustauschprogramme und zivilgesellschaftlichen Kontakte vielfältig. 2023 besuchten 3,5 Millionen Briten als Touristen Italien und knapp 1,7 Millionen Italiener besuchten das Vereinigte Königreich. Zudem leben schätzungsweise 300.000 Italiener in Großbritannien, oft in London und Südengland konzentriert, sowie rund 30.000 Briten in Italien (viele davon im Ruhestand an Orten wie der Toskana oder in römischer Umgebung). Institutionell fördern das Italienische Kulturinstitut in London und das British Council in Italien den Kulturaustausch. Italienische Kulturwochen, Filmfestivals, Sprachkurse und Konzerte sind in Großbritannien regelmäßig präsent. Ebenso findet die britische Kultur in Italien Resonanz, etwa durch britische Popkultur, English Theatres in größeren Städten, britische Filmfestivals und Pubs, die Teil des urbanen Lebens geworden sind. Im Bildungsbereich kooperieren zahlreiche Universitäten beider Länder und beide Länder sind Teil europäischer Forschungsinstitutionen.

## Militärbeziehungen

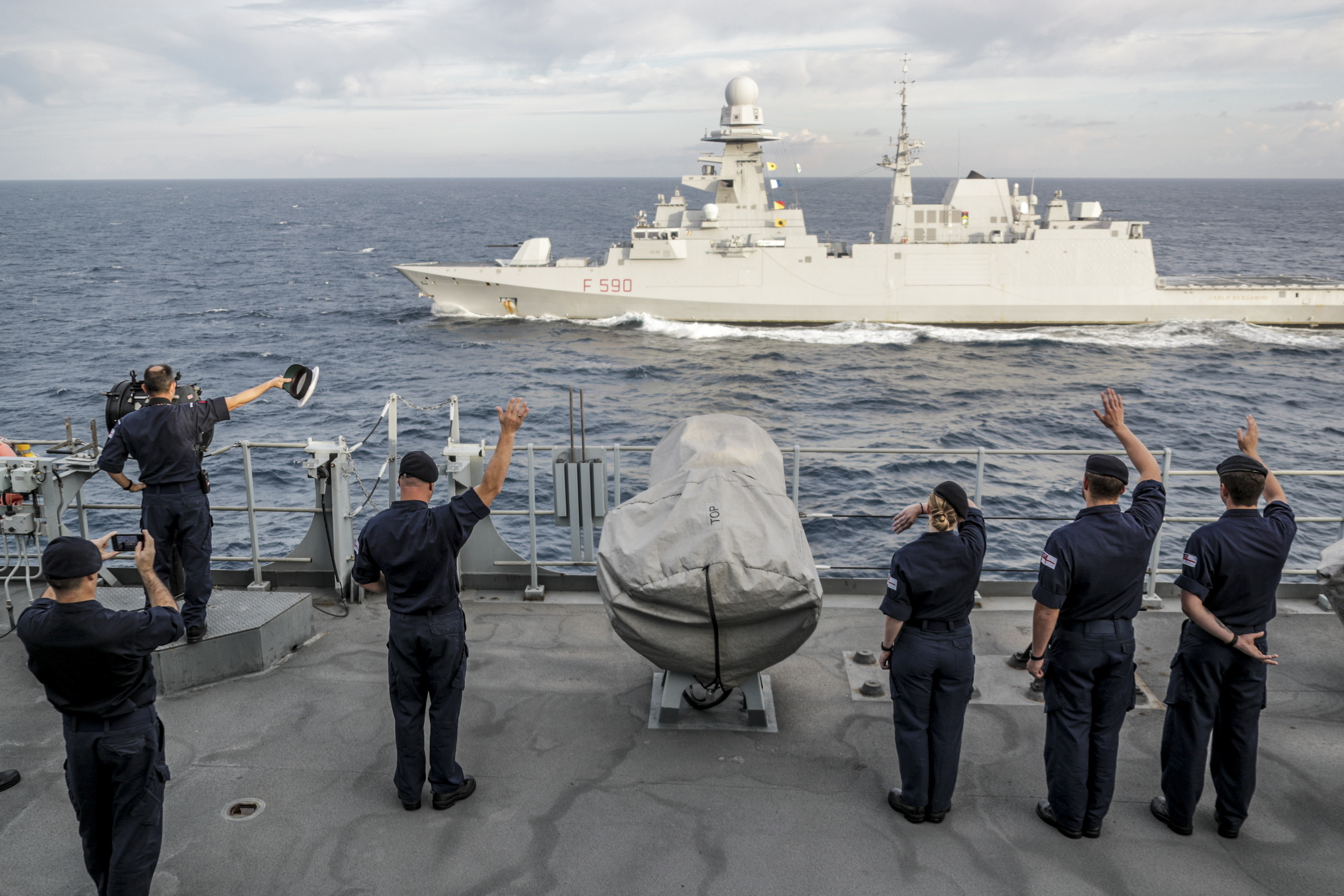
Britisch-italienische Militärübung (2020)

Italien und das Vereinigte Königreich sind seit 1949 militärische Verbündete innerhalb der NATO. Seitdem haben sich beide Länder gemeinsam an verschiedenen Konflikten beteiligt. Dazu gehören die Koalitionsstreitkräfte im Zweiten Golfkrieg, die Operation Allied Force im Kosovokrieg, die Koalition der Willigen im Irakkrieg und die International Security Assistance Force im Afghanistankrieg. Besondere Kooperation besteht im Industrie- und Technologiesektor. Beide Länder arbeiten bei Großprojekten zusammen, etwa in der Luft- und Raumfahrt sowie der Rüstungsindustrie. So war Italien Partner beim europäischen Eurofighter-Jet-Programm (gemeinsam mit Großbritannien, Deutschland und Spanien). Seit 2022 kooperieren Rom und London zusammen mit Japan im „Global Combat Air Programme“ (GCAP), das die Entwicklung Kampfjets der sechsten Generation (Projekt „Tempest“) vorsieht.

## Diplomatische Standorte
- Italien hat eine Botschaft in London, ein Generalkonsulat in Edinburgh und ein Konsulat in Manchester.
- Das Vereinigte Königreich hat eine Botschaft in Rom, ein Generalkonsulat in Mailand und ein Konsulat in Neapel.

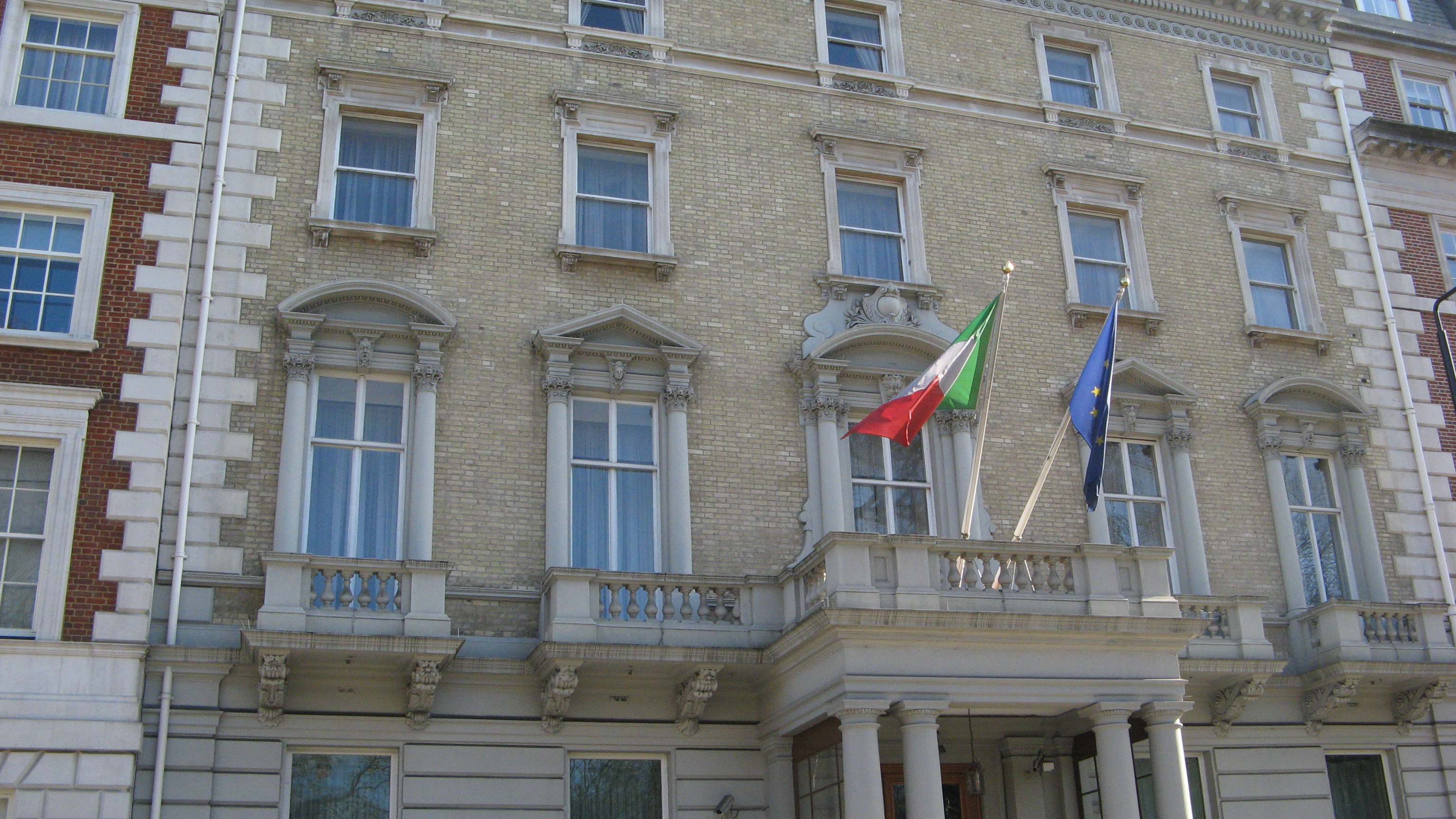
Italienische Botschaft in London
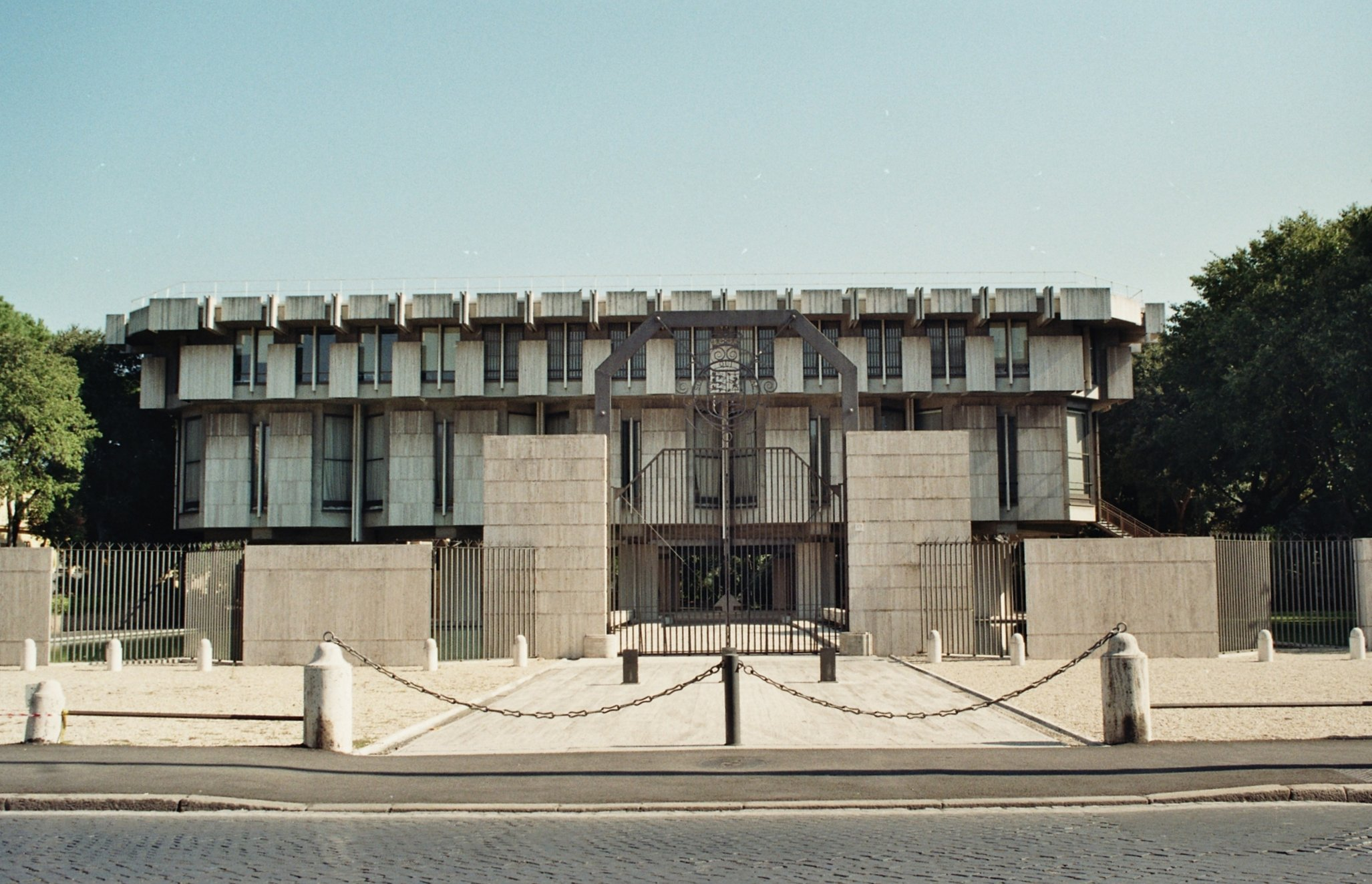
Britische Botschaft in Rom